# Les Apprentissages de Boireau
Pour plus de détails, voir Fiche technique et Distribution.
Les Apprentissages de Boireau est un film muet français réalisé par Georges Monca et Albert Capellani, sorti en 1907.

## Fiche technique
- Titre : Les Apprentissages de Boireau
- Titre anglophone (États-Unis) : Jim's Apprenticeship
- Réalisation : Georges Monca et Albert Capellani
- Scénario :
- Photographie :
- Montage :
- Société de production : Pathé Frères
- Société de distribution : Pathé Frères
- Pays de production :  France
- Langue : film muet avec les intertitres en français
- Métrage : 205 mètres
- Format : Noir et blanc — 35 mm — 1,33:1 — Muet
- Genre : Comédie
- Durée : 6 minutes et 50 secondes
- Numéro de catalogue Pathé : 1730
- Date de sortie :
  - France : 24 mai 1907

## Distribution
- André Deed : Boireau
- Aurèle Sydney :